# ترنت پارک
ترنت پارک (انگلیسی: Trent Park) یک پارک در لندن، بریتانیا است.
این پارک که در ناحیه کوکفوسترز قرار دارد دارای ۳۲۰ هکتار وسعت می‌باشد، ایستگاه متروی اوکوود و ایستگاه متروی کوکفوسترز در نزدیکی این پارک قرار دارند.

## نگارخانه

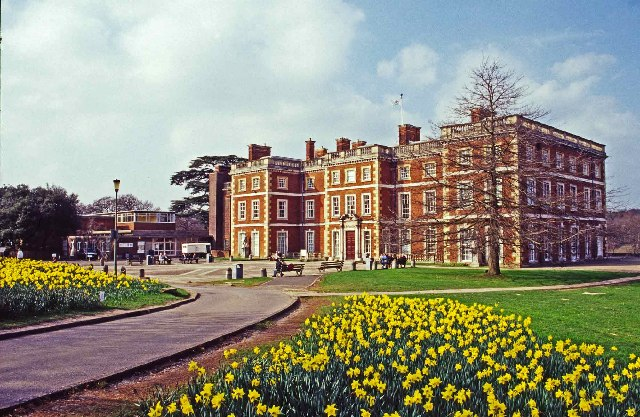
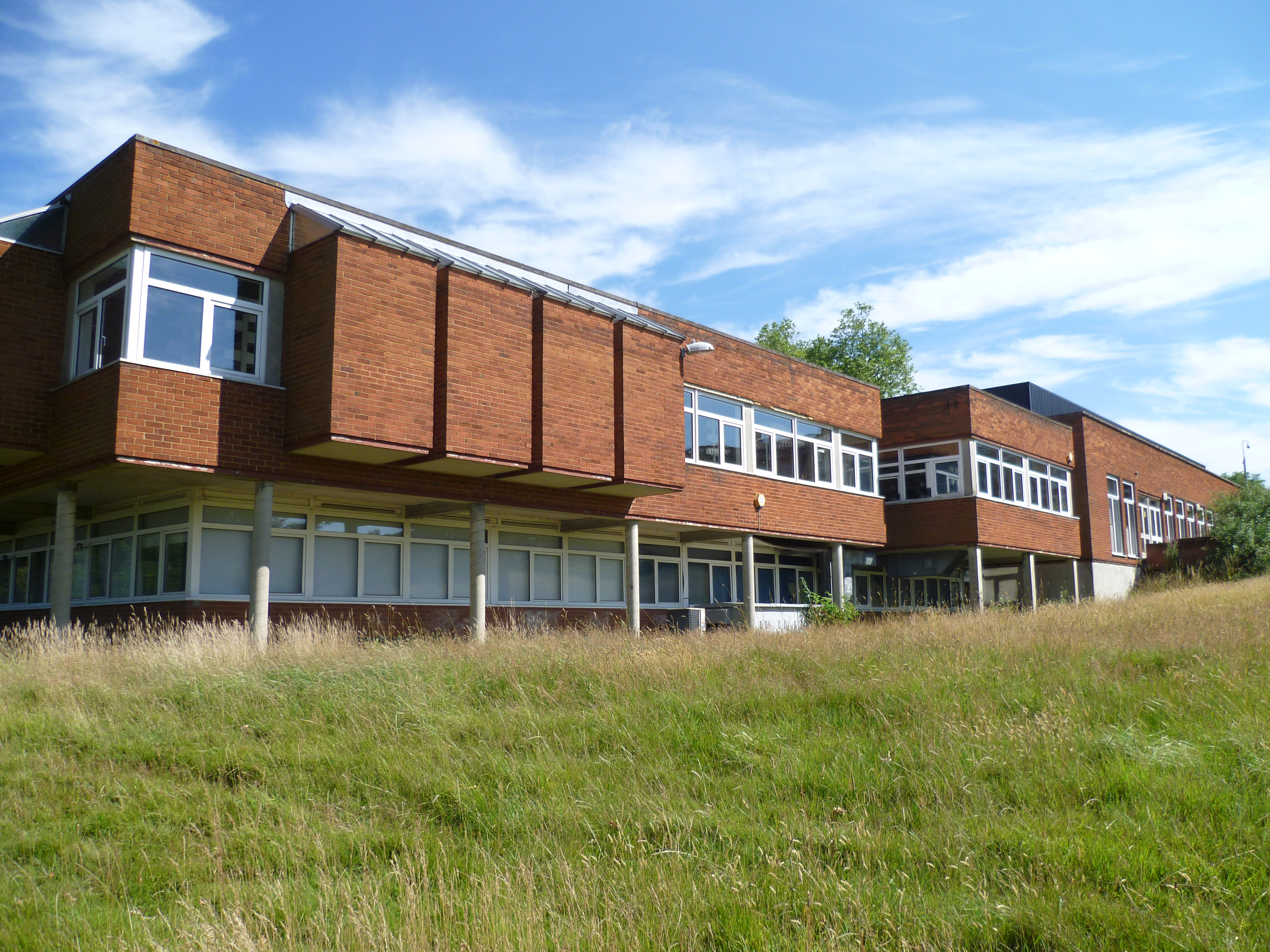
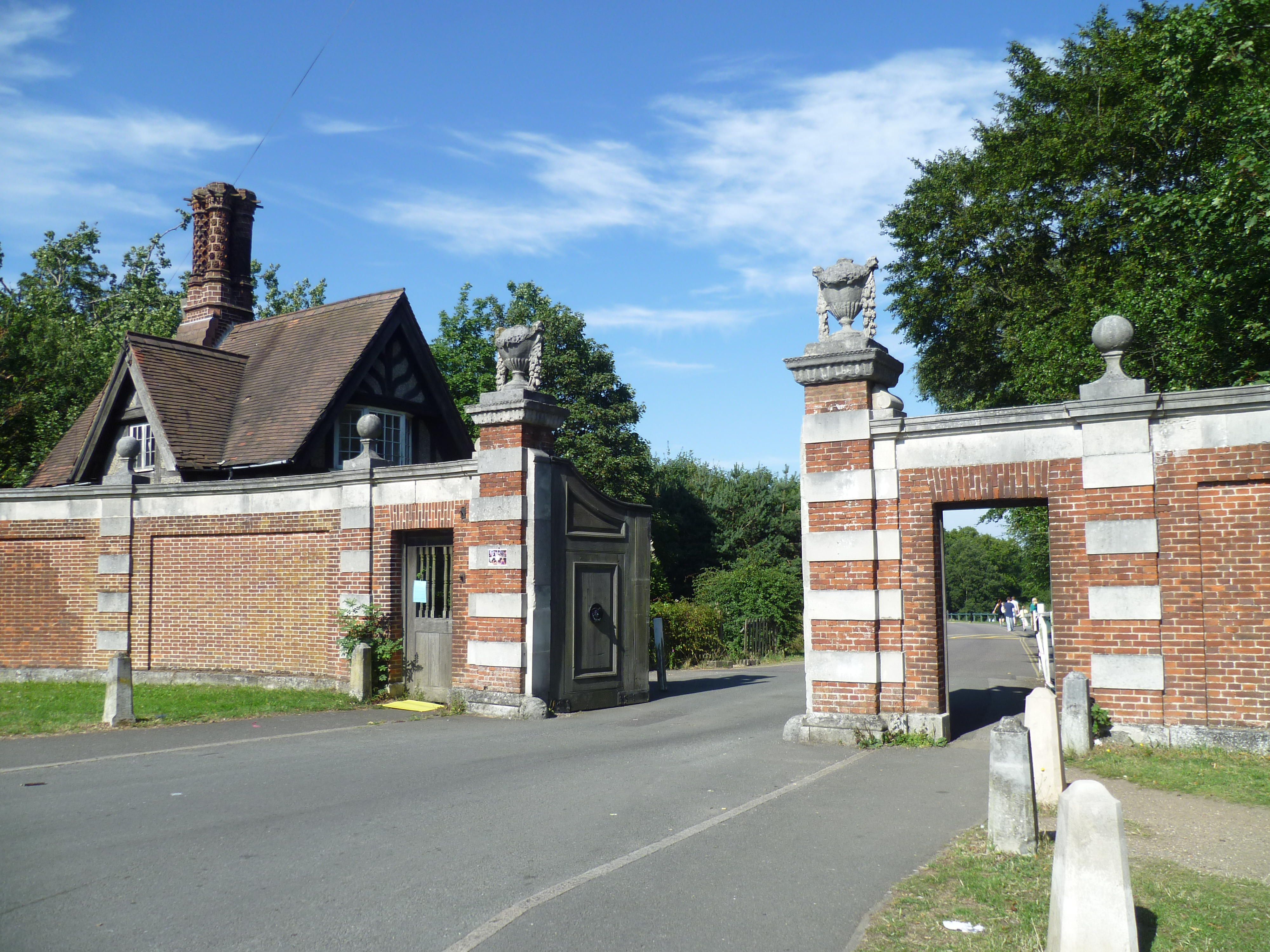
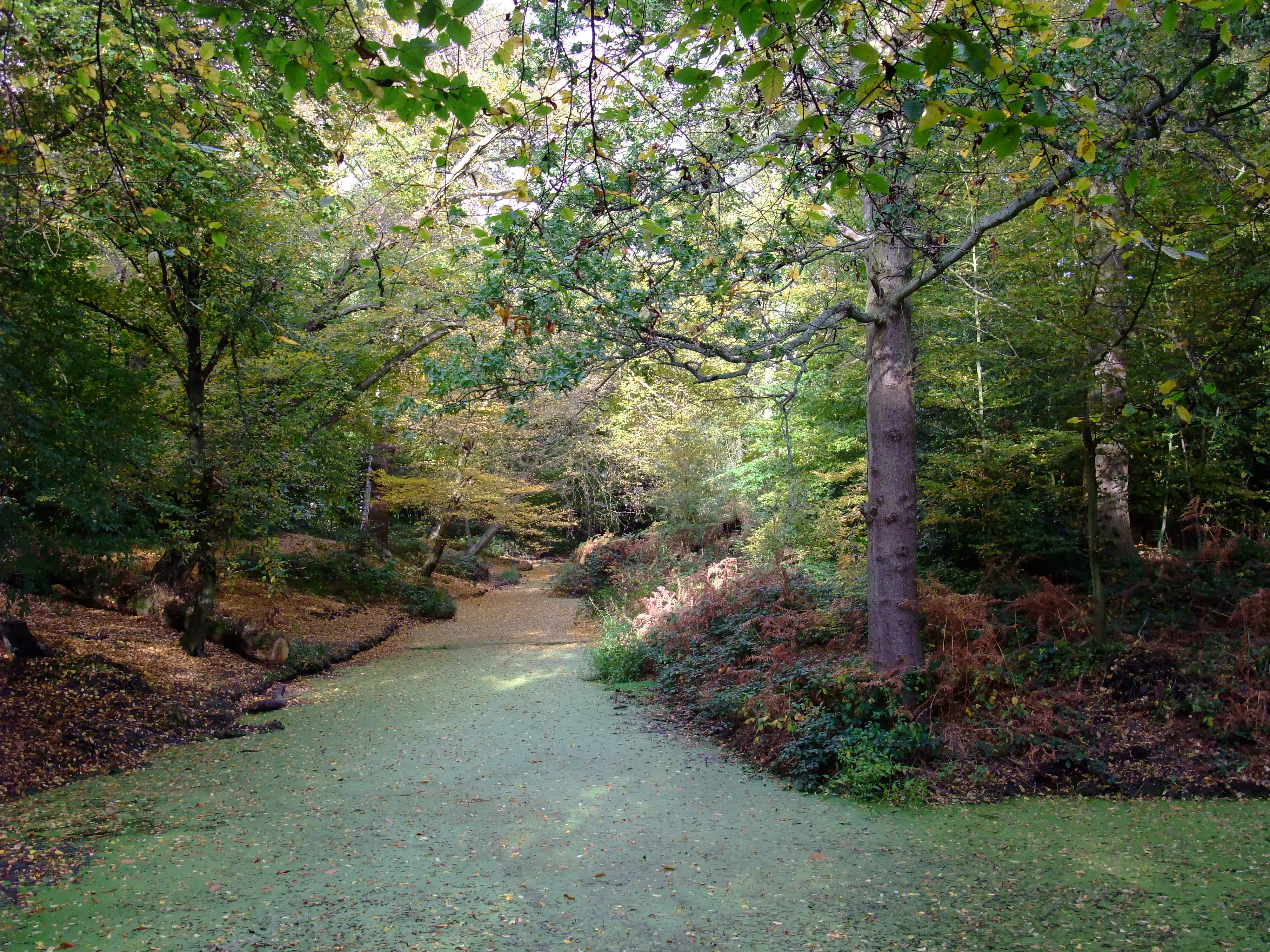